# A59 road
Die A59 road (englisch für Straße A59) ist eine 175 km lange, ganz überwiegend als Primary route ausgewiesene Straße in England, die Wallasey mit York verbindet.

## Verlauf

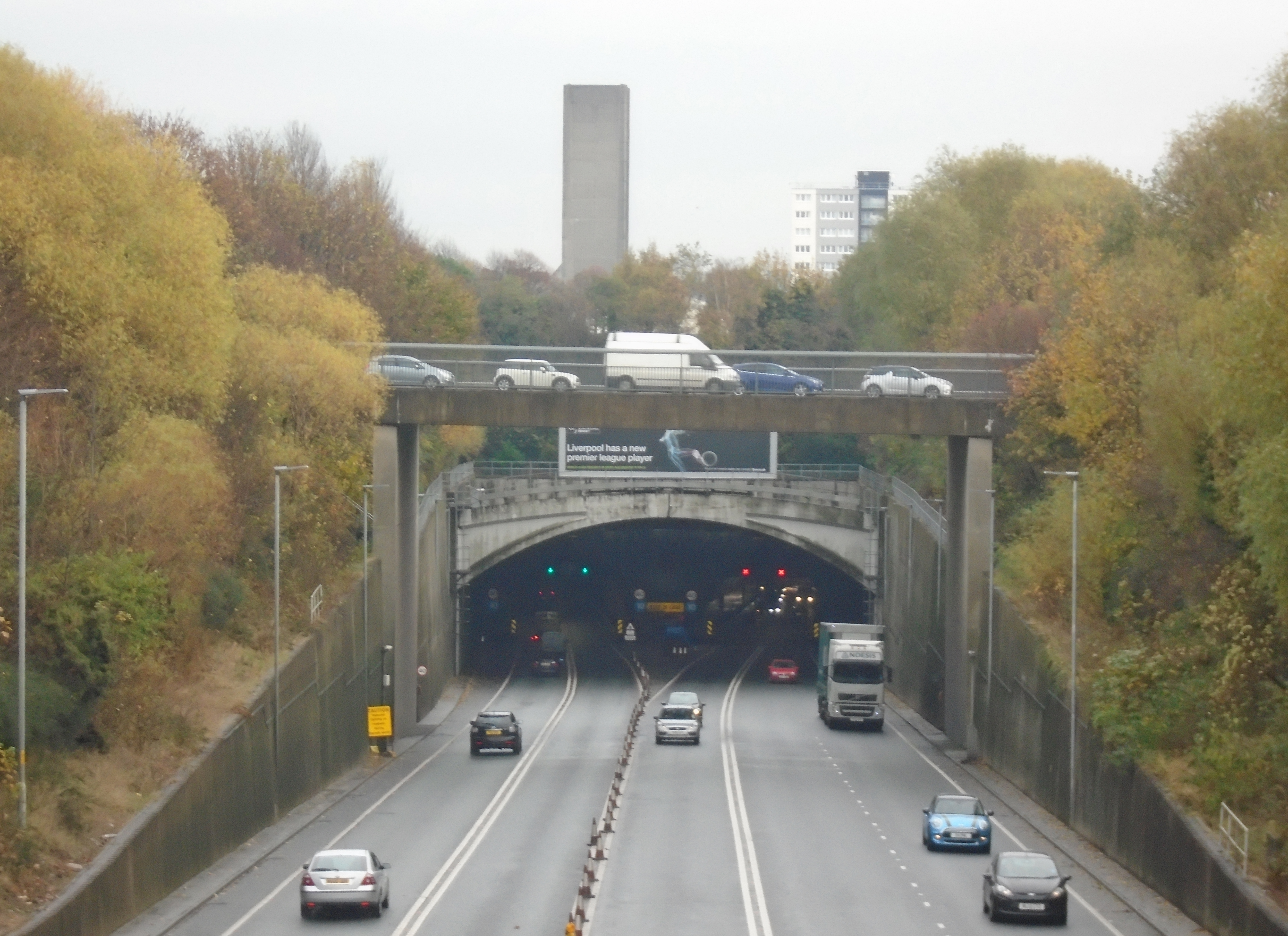
Einfahrt zum Kingsway Tunnel, Seite von Wallasey (Aufnahme 2016)

Die Straße führt anschließend an den M53 motorway von Wallasey durch den mautpflichtigen Kingsway Tunnel unter dem Mersey nach Liverpool, verlässt die Stadt nach Norden, berührt dabei die Enden des M57 motorway und des M58 motorway und führt über Ormskirk nach Preston. Dort wendet sie sich nach Osten, kreuzt den M6 motorway bei dessen Anschluss junction 31 und führt in einigem Abstand nördlich an Blackburn vorbei Richtung Clitheroe, das auf einem bypass südöstlich umgangen wird. Sie folgt weiter dem River Ribble flussaufwärts, verlässt das Ribblesdale aber bei Gisburn. In der Folge wird nach der Einmündung der A56 road Skipton nördlich umfahren (teilweise gemeinsam mit der A65 road) und die A59 folgt dem Kex Beck aufwärts, um dann wieder nach Blubberhouses abzufallen. Als nächster größerer Ort wird Harrogate erreicht, wo die A61 road kreuzt und das Massiv der Pennines wieder verlassen wird. Die Straße kreuzt dann den A1(M) motorway und verläuft weiter nach York, wo sie im Zentrum an der A19 road endet.